# Кирилл (Стоичков)
Митрополи́т Кири́лл (в миру Коста Стоичков; 15 июля 1833, Берковица — 21 мая 1914, Видин) — епископ Болгарской православной церкви, митрополит Видинский.

## Биография
Рано осиротел. По окончании начального образования в родном городе поступил послушником в Чипровский монастырь святого Иоанна Рыльского. В 1857 году пострижен в монашество с именем Кирилл. Через несколько месяцев был рукоположён в сан иеродиакона.
В 1858 году на средства монастыря уехал в город Сремски-Карловци, Австро-Венгрия, где четыре года обучался в местной сербской духовной семинарии, которую окончил в 1863 году.
По возвращении на родину летом 1863 года обосновался в Видине. Вскоре после его прибытия, давление на тогдашнего митрополита Видинского Паисия был арестован по обвинению в заговоре против турецкой власти. Во время обыска у него была найдена книга, описывавшая историю царствования болгарского царя Иоанна Асеня II, которая стала поводом для вызова его в Константинополь на патриарший суд. Осуждён на три года ссылки и выслан в Сивас в Малой Азии.
После освобождения в 1866 году Кирилл переехал в Тулчу, где до 1870 года работал учителем а также служил диаконом в тамошней церкви.
В 1870 году рукоположён в сан иеромонаха, а вскоре возведён в сан архимандрита и назначен за председателем болгарской церковной общины в Силистре.
После учреждении Болгарского экзархата был вызван в Константинополь, где в январе 1873 года был возведён в сан епископа с титулом «Белоградчишский». Хиротонию совершили Экзарх Болгарский Анфим I, митрополит Самоковский Досифей (Стойчев), митрополит Нишавский Парфений (Тризловский) и митрополит Софийский Дорофей (Спасов).
Впоследствии назначен викарием Видинской епархии, где служил до 1874 года.
С конца 1874 года епископ Кирилл становился управляющим Скопской епархией, а летом 1875 года избран Скопским митрополитом.
После начала Русско-турецкой войны, в 1877 году митрополит Кирилл был вынужден да покинуть Скопье. Первоначально поселился в Константинополе, а после того в Софии.
Участвовал в организации Кресненско-Разложского восстания вместе с митрополитом Охридским Нафанаилом.
В 1887 году, после отстранения митрополита Софийского Мелетия, временно управлял Софийской епархией.
По смерти митрополита Видинского и бывшего экзарха Анфима в конце 1888 года становится управляющим Видинской епархией. 17 февраля 1891 года был избран, а 24 марта того же года - канонически утверждён митрополитом Видинским.
В 1902 году пожертвовал 50 000 левов на построения на здания Софийской духовной семинарии.
Скончался 21 мая 1914 года в Видине. Погребён в кафедральном храме святого Димитрия Солунского.
В преддверии готовящейся канонизации останки митрополита Видинского Кирилла были извлечены 26 сентября из гробницы и положены в специальную раку в кафедральном соборе великомученика Димитрия Солунского в Видине.